# 兴华乡 (拜泉县)
兴华乡，是中华人民共和国黑龙江省齐齐哈尔市拜泉县下辖的一个乡镇级行政单位。

## 行政区划
兴华乡下辖以下地区：
春光村、众家村、永宁村、集体村、兴华村、长久村、春发村、中和村、顺利村和永利村。